# Puszcza Napiwodzko-Ramucka

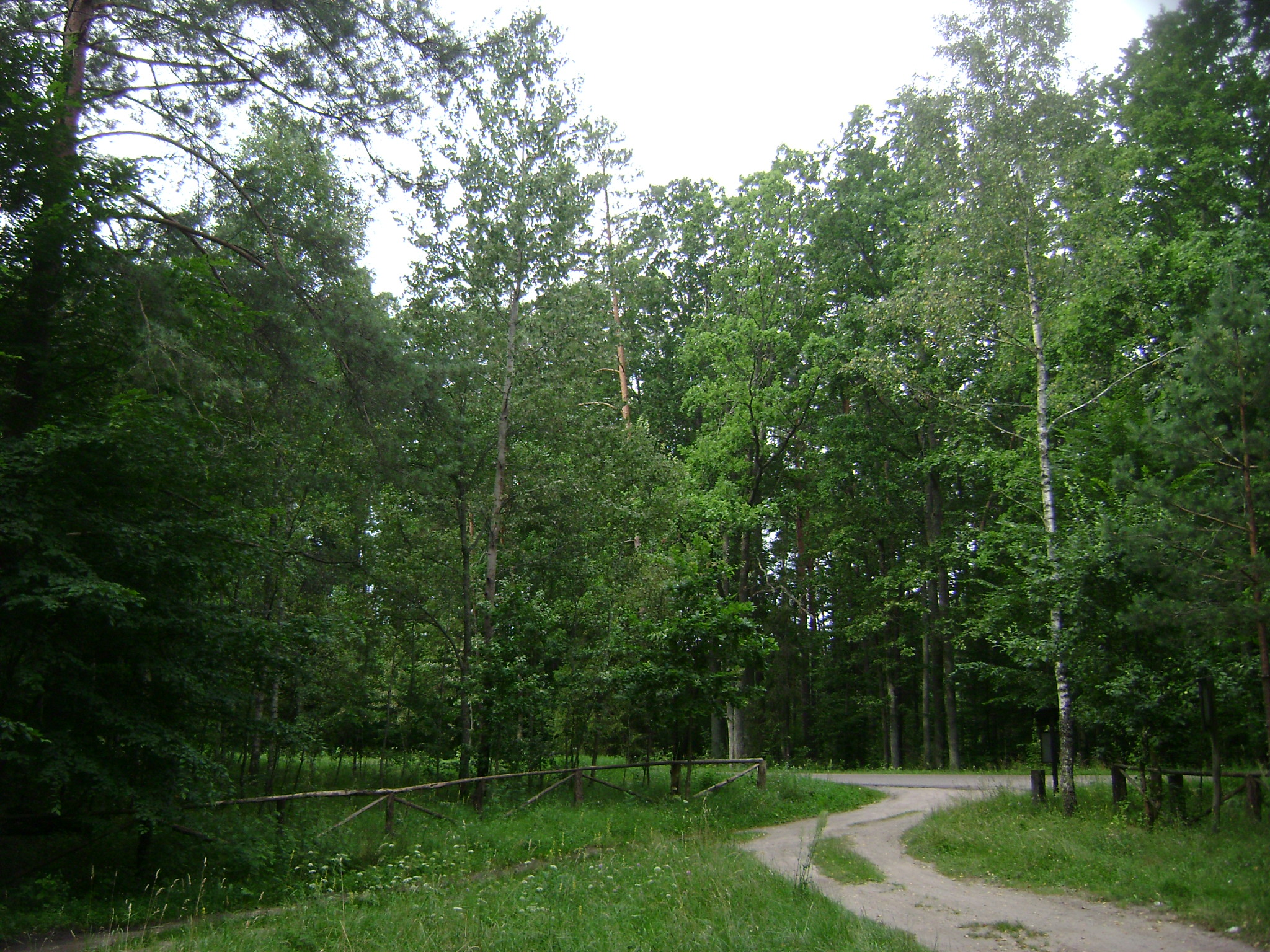
Puszcza Nidzicka

Puszcza Napiwodzko-Ramucka – kompleks leśny położony w województwie warmińsko-mazurskim pomiędzy Olsztynem, Olsztynkiem, Nidzicą, Szczytnem i Pasymiem, w powiatach: olsztyńskim, ostródzkim, nidzickim i szczycieńskim. Jest to rozległy kompleks borów sosnowych o powierzchni 117 319,9 ha. Poszczególne części puszczy stanowią:
- Lasy Purdzkie,
- Lasy Warmińskie,
- Lasy Ramuckie,
- Lasy Napiwodzkie,
- Lasy Korpelskie (dwa ostatnie często nazywane Puszczą Nidzicką).

Puszcza znajduje się pod nadzorem Regionalnej Dyrekcji Lasów Państwowych w Olsztynie i wchodzi w skład następujących nadleśnictw: Jagiełek, Jedwabno, Korpele, Nidzica, Nowe Ramuki, Olsztyn, Olsztynek, Szczytno, Wielbark i Wipsowo.

## Historia
Puszcza Napiwodzko-Ramucka jest pozostałością potężnego kompleksu leśnego rozpościerającego się między Nidzicą, Olsztynem, Giżyckiem, Ełkiem a rzeką Narew – w średniowieczu określanego mianem Puszczy Galindzkiej (od zamieszkującego ją pruskiego plemienia Galindów).

## Geografia
- Rzeźba tego terenu jest bardzo urozmaicona (różnice w wysokości dochodzą do 70 m, a najwyższy punkt wynosi się na 229 m n.p.m.). Dominują tu przede wszystkim równiny sandrowe, urozmaicone licznymi rynnami fluwioglacjalnymi i morenami czołowymi (np. położone w południowej części Jastrzębia Góra, Złota Góra, Zielona Góra). Elementem charakterystycznym i unikalnym w skali kraju są przebiegające tu procesy sufozyjne, których efektem są m.in. leje sufozyjne występujące w południowo-zachodniej części kompleksu.

- Przez obszar puszczy przechodzi dział wodny między dorzeczem Wisły (część południowa) i dorzeczem Pregoły (część północna). Bogatą sieć cieków wodnych stanowią m.in. większe rzeki takie jak: Omulew, Łyna i Orzyc.

Znajduje się tu ponadto wiele małych zbiorników wodnych, lecz oprócz nich występują tu także większe jeziora: Łańskie (1070 ha), Kośno (552 ha) i Omulew (549 ha).

## Flora
- Wśród typów siedliskowych lasu w puszczy dominują bory, w tym bór suchy, bór świeży i bór mieszany świeży, ponadto występują: grądy, olsy, bory bagienne, bory wilgotne.

W drzewostanie dominuje sosna, poza tym dość licznie występuje: świerk, brzoza, buk, dąb, grab.

### Rośliny chronione i rzadkie
Ze względu na duże zróżnicowanie siedlisk na terenie puszczy występuje dość szeroka lista rzadkich i chronionych roślin. Są to:
bagno zwyczajne (Ledum palustre), bobrek trójlistkowy (Menyanthes trifoliata), brzoza niska (Betula humilis), cis pospolity (Taxus baccata), goździk kosmaty (Dianthus armeria), grążel żółty (Nuphar lutea), grzybienie białe (Nymphaea alba), jodła pospolita (Abies alba), kocanki piaskowe (Helichrysum arenarium), konwalia majowa (Convallaria majalis), kopytnik pospolity (Asarum eureopaeum), kosaciec syberyjski (Iris sibirica), kruszczyk szerokolistny (Epipactis helleborine), kruszyna pospolita (Frangula alnus), kukułka (storczyk) krwista (Dactylorhiza incarnata), kukułka (storczyk) plamista (Dactylorhiza maculata), lilia bulwkowata (Lilium bulbiferum), lilia złotogłów (Lilium martagon), lipiennik Loesela (Liparis Loeselii), mącznica lekarska (Arctostaphylos uva-ursi), naparstnica zwyczajna (Digitalis grandiflora), orlik pospolity (Aquilegia vulgaris), paprotka zwyczajna (Polypodium vulgare), pierwiosnek lekarski (Primula veris), płonnik pospolity (Polytrichum commune), pływacz drobny (Urticularia minor), podejźrzon rutolistny (Botrychium multifidum), podkolan biały (Platanthera bifolia), podkolan zielonawy (Platanthera chlorantha), pomocnik baldaszkowaty (Chimaphila umbellata), przylaszczka pospolita (Hepatica nobilis), przytulia wonna (Galium odoratum), rojownik (rojnik) pospolity (Jovibarba sobolifera), rosiczka długolistna (Drosera anglica), rosiczka okrągłolistna (Drosera rotundifolia), sasanka otwarta (Pulsatilla patens), sierpiec błyszczący (Drepanocladus vernicosus), skrzyp olbrzymi (Equisetum telmateia), storczyk kukawka (Orchis militaris), wawrzynek wilczełyko (Daphne mezereum), widłak goździsty (Lycopodium clavatum), widłak jałowcowaty (Lycopodium annotinum), widłak spłaszczony (Lycopodium complanatum), zimoziół północny (Linnaea borealis).

## Fauna

### Ssaki
Wśród ssaków można tu spotkać m.in. łosia, jelenia szlachetnego, sarnę, dzika, borsuka, bobra europejskiego, wydrę, jenota, wilka. Od 2003 roku pojawiają się informacje o obserwowaniu rysi, w tym samicy z młodymi. Do tej pory oficjalne dane mówią, że ostatni raz rysia na tym terenie widziano pod koniec lat 80. XX wieku. Ponownie rysie przywędrowały tu z obszaru Puszczy Piskiej, co jest to związane z wichurą, która przeszła tam 4 lipca 2002 roku i zniszczyła kilkanaście tysięcy hektarów lasu, w tym naturalne ostoje tych kotów.
Dawniej występowały tu: niedźwiedzie, tury i żubry.

### Ptaki
Na bagnistych terenach Lasów Napiwodzko-Ramuckich stwierdzono gniazdowanie 160 gatunków ptaków. Wiele rzadkich gatunków, są to m.in.: bielik, rybołów, orlik krzykliwy, kania czarna, kania ruda, bocian czarny, dudek, kraska, cietrzew, derkacz, lelek, kropiatka, jastrząb, żuraw.

### Płazy i gady
Płazy i gady reprezentują prawie wszystkie krajowe nizinne gatunki, są to m.in.
- wśród płazów: ropucha szara, żaba trawna, żaba moczarowa, żaba wodna, żaba jeziorkowa, kumak nizinny, traszka zwyczajna;
- wśród gadów: jaszczurka zwinka, jaszczurka żyworódka, padalec zwyczajny, zaskroniec zwyczajny, żmija zygzakowata, żółw błotny.

### Ryby
- W jeziorach i rzekach można zaobserwować ponad 30 gatunków ryb.

### Owady
- Najliczniejszą grupę zwierząt stanowią owady (np. kozioróg dębosz).

## Ochrona przyrody
Na obszarze puszczy (planowany Park Krajobrazowy Puszczy Napiwodzko-Ramuckiej) znajduje się 11 rezerwatów przyrody:
- Bagno Nadrowskie (52,0 ha),
- Dęby Napiwodzkie (37,1 ha),
- Galwica (95,1 ha),
- Jezioro Kośno (1248,8 ha),
- Jezioro Orłowo Małe (4,0 ha),
- Koniuszanka I (20,0 ha),
- Koniuszanka II (64,5 ha),
- Las Warmiński im. prof. Benona Polakowskiego (1815,9 ha),
- Małga (147,1 ha),
- Sołtysek (10,0 ha),
- Źródła rzeki Łyny im. prof. Romana Kobendzy (121,0 ha).

Puszcza objęta jest Obszarem Chronionego Krajobrazu Puszczy Napiwodzko-Ramuckiej, ponadto znajduje się tu kilkanaście użytków ekologicznych, w tym „Obiekt Stawowy Tylkowo” (192,3 ha).
Ze względu na to, że puszcza jest ostoją ptaków o randze europejskiej, została objęta obszarem Natura 2000 „Puszcza Napiwodzko-Ramucka” (PLB 280007). Innym obszarem sieci Natura 2000 chroniącym sporą część terenów puszczy jest obszar mający znaczenie dla Wspólnoty „Ostoja Napiwodzko-Ramucka” (PLH280052), składający się z 9 enklaw.